# Lycopodium sieberianum
Espèce
Synonymes
- Huperzia sieberiana (Spring) Trevis.
- Phlegmariurus sieberianus (Spring) B. Øllg.
- Urostachys sieberianus (Spring) Herter

Lycopodium sieberianum est une espèce de lycopodes de la famille des Lycopodiaceae.

## Répartition géographique
Cette espèce est présente dans les savanes d'altitude de Guadeloupe,